# Achelia laevis
Achelia laevis is een zeespin uit de familie Ammotheidae. De soort behoort tot het geslacht Achelia. Achelia laevis werd in 1864 voor het eerst wetenschappelijk beschreven door Hodge. 